# Escola Santa Isabel
L'Escola Santa Isabel o Col·legi de les Monges Franciscanes és una escola de Sant Cugat del Vallès (Vallès Occidental). L'edifici on s'ubica el centre educatiu forma part de l'Inventari del Patrimoni Arquitectònic de Catalunya.

## Edifici
L'edifici va ser dissenyat per l'arquitecte Ferran Cels i Granell. És de planta rectangular, que segueix els esquemes de l'arquitectura escolar avançada de l'època de la Mancomunitat de Catalunya. Els serveis i les aules estan organitzats entorn d'un pati central i dos de laterals, els quals estan coronats per un frontó escalonat. Destaca la utilització del totxo com a element decoratiu. La façana és arrebossada en blanc.